# U-878
 U-878  — немецкая подводная лодка типа IXC/40, времён Второй мировой войны. 
Заказ на постройку субмарины был отдан 2 апреля 1942 года. Лодка была заложена 16 июня 1943 года на верфи судостроительной компании АГ Везер, Бремен, под строительным номером 1086, спущена на воду 6 января 1944 года, 14 апреля 1944 года под командованием капитан-лейтенанта Иоганнеса Родига вошла в состав учебной 4-й флотилии. 1 февраля 1945 года вошла в состав 33-й флотилии. Лодка совершила	2 боевых похода, успехов не достигла. Потоплена 10 апреля 1945 года в Бискайском заливе к западу от Сен-Назера, Франция, в районе с координатами 47°35′ с. ш. 10°33′ з. д. глубинными бомбами с британского эсминца HMS Vanquisher и британского корвета HMS Tintagel Castle. 51 член экипажа погиб, выживших не было. 